# Jamie Benn

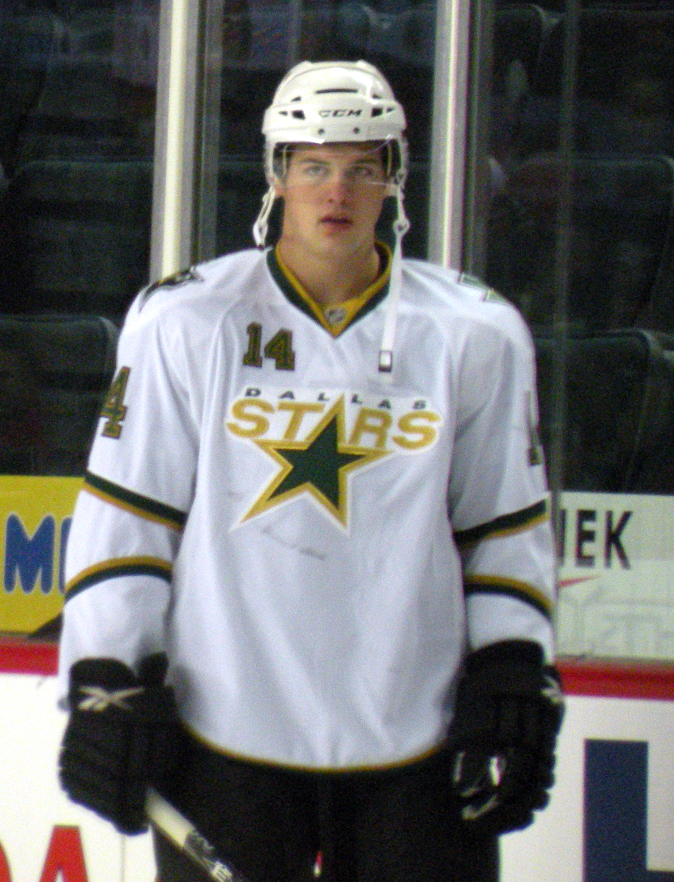
Jamie Benn még fiatalon a Dallas Stars mezében

Jamie Benn (Kanada, Brit Columbia, Central Saanich, 1989. július 18. –) profi jégkorongozó. Testvére, Jordie Benn a Montréal Canadiens tagja.

## Karrier
Komolyabb junior karrierjét a VIJHL-es Peninsula Panthersben kezdte 2004–2005-ben. A következő évben már teljes értékű csapattag volt és 38 mérkőzésen 55 pontot szerzett. 2006–2007-ben már a BCHL-es Victoria Grizzliesben játszott és 53 mérkőzésen 65 pontot szerzett. A 2007-es NHL-drafton a Dallas Stars választotta ki az ötödik kör 129. helyén. Ezután a WHL-es Kelowna Rocketsbe került ahol első szezonjában 51 mérkőzésen 65 pontig jutott. A rájátszás első körében kiestek de ő jól játszott. 2008–2009-ben már 56 mérkőzésen 82 pontot szerzett és a rájátszásban is nagyszerűen játszott. 19 mérkőzés 33 pont valamint a WHL bajnokai lettek így indulhattak a Memorial-kupáért de nem sikerült megnyerniük mert a döntőben kikaptak a Windsor Spitfirestől. A 2009-es Memorial-kupa döntő pontkirálya lett. 2009–2010-ben bemutatkozott az NHL-ben a Dallas Starsban és mind a 82 mérkőzésen jégre lépett és 41 pontot ért el az idény végére. A Dallas Stars nem jutott be a rájátszásba így a farmcsapat a Texas Starshoz került, mert az bejutott az AHL-es rájátszásba és egészen a Calder-kupa döntőjéig meneteltek de ott megállította őket a Hershey Bears. A rájátszás során 24 mérkőzésen 26 pontig jutott. A 2010–2011-es szezonban csak 69 mérkőzésen lépett jégre a Stars színeiben és 22 gólt ütött és 56 pontot szerzett. Jó játéka ellenére a csapat nem jutott be a rájátszásba. 2012 elején beválasztották az 59. National Hockey League All Stár Gála keretébe és a Zdeno Chára Csapatban győztes volt. Nem szerzett pontot a Gálán. Szintén részt vett a gála ügyességi versenyén, ahol a pontossági lövés versenyt megnyerte. A 2012–2013-as NHL-lockout alatt a német bajnokságban, a Hamburg Freezersben játszott. 19 mérkőzésen 20 pontot szerzett. Az NHL-szezon végül január 19-én kezdődött el és minden csapat 48 mérkőzést játszott. Ő később kezdte a szezont, mert nem volt szerződése a Dallas Starsszal, amit január 24-én kötöttek meg 5 évre és 26,25 millió dollárban állapodtak meg. Jó játékának köszönhetően február 6-10. között a hét második legjobb játékosának választották meg. 2013. február 28-án az Edmonton Oilers ellen súlyos szabálytalanságot követett el Ryan Jones ellen, amiért nagybüntetést kapott (5 perc) és végleg kiállították (+10 perc). Az eset után március 2-án az National Hockey League’s Department of Player Safety (a játékosok biztonságával foglalkozó szervezet) 10.000 dollárra büntette, de nem tiltotta el, mert ez volt neki az első ilyen incidense. 2013. szeptember 19-én kinevezték a Dallas Stars csapatkapitányának. A 2013–2014-es szezonban csak egy mérkőzésről hiányzott és Tyler Seguinnal, akit a szezon előtt igazolt a Stars, nagyszerű első sort alkottak. Élete szezonját játszotta minden tekintetben: gól, gólpassz, pont. A csapat 2008 óta először bejutott a rájátszásba és neki is ez volt az első rájátszása. Az első körben az Anaheim Ducks ellen hat mérkőzésen 4–2-es összesítéssel kiestek. A szezon végén, nagyszerű játékának köszönhetően beválasztották az Első All-Star Csapatba. 
2014–2015-ben élete szezonját játszotta mind gól, mind assziszt tekintetben, de az All-Star Gálára nem kapott meghívót. Az utolsó 3 mérkőzésén szerzett 10 ponttal, és főleg az utolsó mérkőzés utolsó pillanataiban adott gólpasszával Art Ross-trófea győztes lett, vagyis az alapszakasz pontkirálya. 87 pontot szerzett és 1 ponttal verte meg a New York Islanders csapatkapitányát, John Tavarest. A szezonban 2 mesterhármast is ütött. Nagyszerű teljesítményének ellenére a Stars nem jutott be a rájátszásba. 
A 2014–2015-ös szezonban a Stars régóta nem látott szinten játszott és az alapszakaszban megnyerte a kötponti divíziót és a nyugati főcsoportot, és így könnyedén bejutottak a rájátszásba. Az első körben a Minnesota Wildot 4–2-es összesítéssel verték ki, majd a második körben a St. Louis Blues ellen a 7. mérkőzésen hazai pályán 1–6-os súlyos vereséget szenvedve 4–3-as összesítéssel estek ki. Benn ismét élete szezonját játszotta 41 góllal és 89 ponttal, de a pontkirályi címet nem tudta megvédeni, mert a Patrick Kane, a Chicago Blackhawks játékosa zseniálisan játszott egész szezon során és messze a legtöbb pontot szerezte.

## Nemzetközi szereplés
Első válogatottbeli szereplése a 2009-es U20-as jégkorong-világbajnokság volt, ahol a kanadai válogatott aranyérmes lett. Meghívást kapott a 2012-es IIHF jégkorong-világbajnokságra, ami az első felnőtt világeseménye volt. A kanadai válogatott a negyeddöntőben Szlovákiától kapott ki és így ötödikek lettek. Eddigi legnagyobb sikere a 2014-es téli olimpián elért bajnoki cím.

## Sikerei, díjai
- WHL Első All-Star Csapat: 2009
- Ed Chynoweth-kupa: 2009
- Ed Chynoweth-trófea: 2009
- Junior világbajnoki aranyérem: 2009
- NHL All Star Gála: 2012, 2016
- Olimpiai aranyérem: 2014
- NHL Első All-Star Csapat: 2014
- Art Ross-trófea: 2015

## Karrier statisztika
| 2004–2005       | Peninsula Panthers | VIJHL           | 4   | 1   | 2   | 3   | 2   | 2  | 0  | 0  | 0  | 0  |
| 2005–2006       | Peninsula Panthers | VIJHL           | 38  | 31  | 24  | 55  | 92  | 7  | 5  | 7  | 12 | 20 |
| 2005–2006       | Victoria Salsa     | BCHL            | 6   | 0   | 0   | 0   | 0   | —  | —  | —  | —  | —  |
| 2006–2007       | Victoria Grizzlies | BCHL            | 53  | 42  | 23  | 65  | 78  | 11 | 5  | 4  | 9  | 12 |
| 2007–2008       | Kelowna Rockets    | WHL             | 51  | 33  | 32  | 65  | 68  | 7  | 3  | 8  | 11 | 4  |
| 2008-2009       | Kelowna Rockets    | WHL             | 56  | 46  | 36  | 82  | 71  | 19 | 13 | 20 | 33 | 18 |
| 2009–2010       | Dallas Stars       | NHL             | 82  | 22  | 19  | 41  | 45  | —  | —  | —  | —  | —  |
| 2009–2010       | Texas Stars        | AHL             | —   | —   | —   | —   | —   | 24 | 14 | 12 | 26 | 22 |
| 2010–2011       | Dallas Stars       | NHL             | 69  | 22  | 34  | 56  | 52  | —  | —  | —  | —  | —  |
| 2011–2012       | Dallas Stars       | NHL             | 71  | 26  | 37  | 63  | 55  | —  | —  | —  | —  | —  |
| 2012–2013       | Hamburg Freezers   | DEL             | 19  | 7   | 13  | 20  | 30  | —  | —  | —  | —  | —  |
| 2012–2013       | Dallas Stars       | NHL             | 41  | 12  | 21  | 33  | 40  | —  | —  | —  | —  | —  |
| 2013–2014       | Dallas Stars       | NHL             | 81  | 34  | 45  | 79  | 64  | 6  | 4  | 1  | 5  | 4  |
| 2014–2015       | Dallas Stars       | NHL             | 82  | 35  | 52  | 87  | 64  | —  | —  | —  | —  | —  |
| 2015–2016       | Dallas Stars       | NHL             | 82  | 41  | 48  | 89  | 64  | 13 | 5  | 10 | 15 | 10 |
| 2016–2017       | Dallas Stars       | NHL             | 77  | 26  | 43  | 69  | 66  | —  | —  | —  | —  | —  |
| 2017–2018       | Dallas Stars       | NHL             | 82  | 36  | 43  | 79  | 54  | —  | —  | —  | —  | —  |
| NHL összesített | NHL összesített    | NHL összesített | 667 | 254 | 342 | 596 | 504 | 19 | 9  | 11 | 20 | 14 |

### Nemzetközi statisztika
| Év                  | Csapat              | Esemény               | Eredmény            | MSz | G | A | P | B |
| ------------------- | ------------------- | --------------------- | ------------------- | --- | - | - | - | - |
| 2009                | Kanada              | U20-as világbajnokság | Aranyérem           | 6   | 4 | 2 | 6 | 4 |
| 2012                | Kanada              | Világbajnokság        | 5. hely             | 8   | 3 | 2 | 5 | 4 |
| 2014                | Kanada              | Olimpia               | Arany               | 6   | 2 | 0 | 2 | 4 |
| Junior összesített  | Junior összesített  | Junior összesített    | Junior összesített  | 6   | 4 | 2 | 6 | 4 |
| Felnőtt összesített | Felnőtt összesített | Felnőtt összesített   | Felnőtt összesített | 14  | 5 | 2 | 7 | 8 |

### NHL All-Star Gála
| Év                   | Helyszín             |                      | G | A | P |
| -------------------- | -------------------- | -------------------- | - | - | - |
| 2012                 | Ottawa               | 0                    | 0 | 0 |   |
| All-Star összesített | All-Star összesített | All-Star összesített | 0 | 0 | 0 |